# Correa para animales

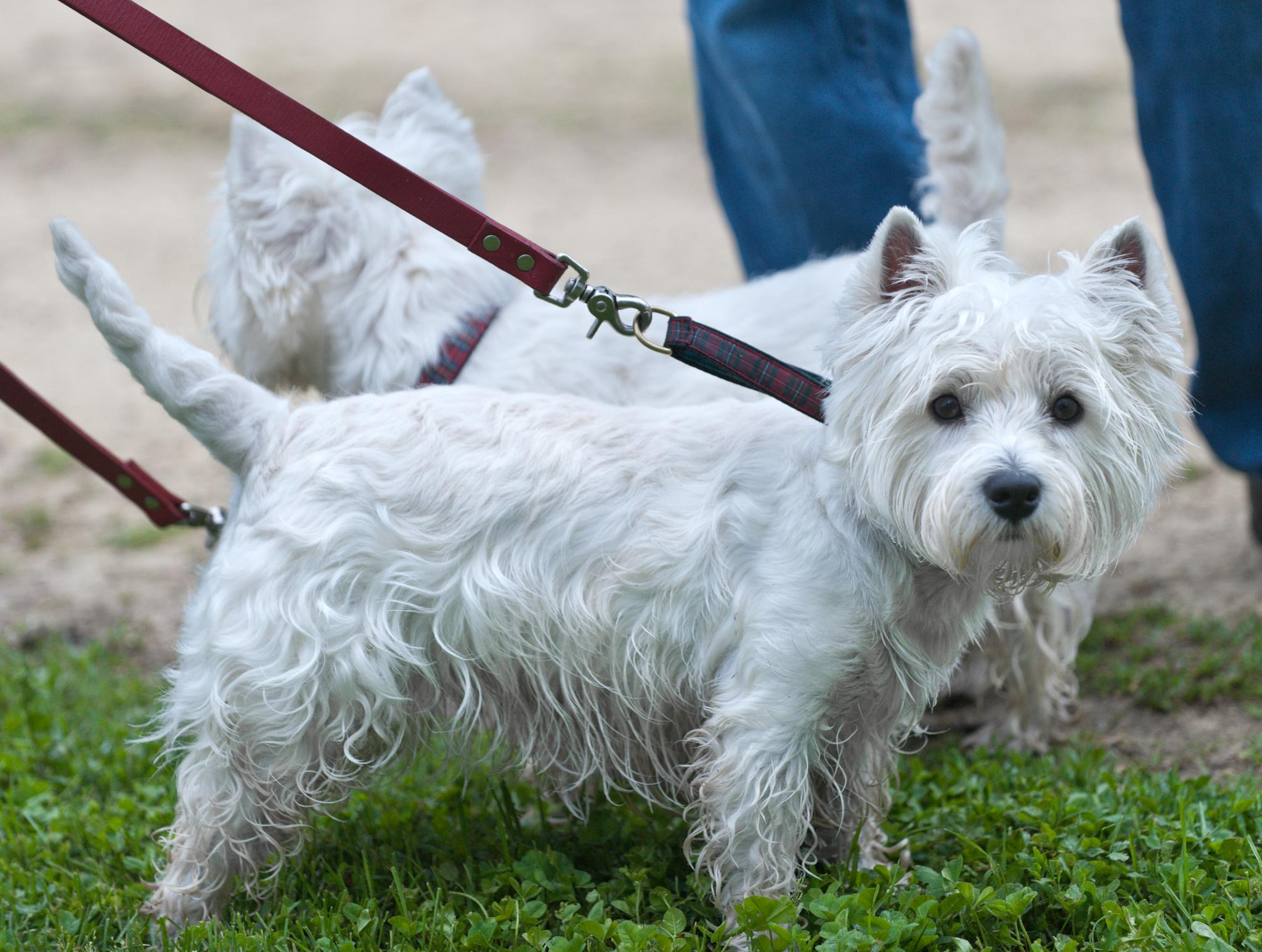
Un West Highland White Terrier con correa

Una correa o traílla es una cuerda, cinta o elemento similar que se utiliza para controlar a un animal por medio de una persona o atándolo a una objeto.  Las correas se sujetan o se atan a un collar, arnés o cabestro.

## Correas para perros

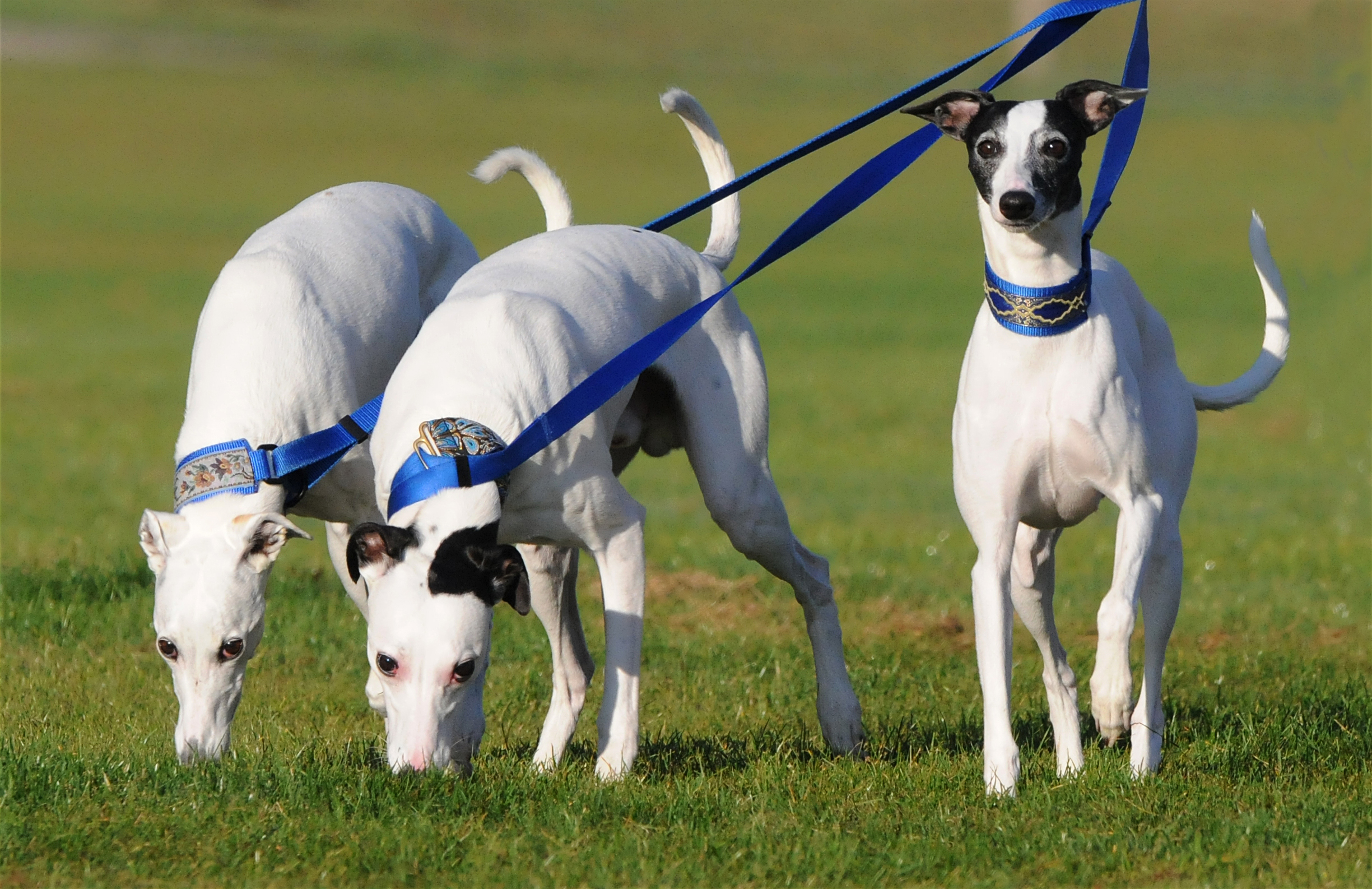
Perros con correas de nailon

Las correas para perros se usan para pasear al perro en lugares públicos. Hacer que el perro use una correa es una forma de proteger al perro y a otras personas (por ejemplo, que el perro no se escape y muerda a alguien). Además, la longitud es uno de los aspectos importantes de la correa. La longitud de la correa debe elegirse de acuerdo con el tamaño del perro y es importante para que permita un buen control. Las correas no deben ser demasiado largas ni demasiado cortas. Las correas demasiado largas no proporcionan un buen control de la mascota lo que puede provocar accidentes desagradables con perros más agresivos, mientras que las correas demasiado cortas son incómodas tanto para el perro como para el propietario. La correa perfecta puede contener al perro, pero al mismo tiempo no se considera un castigo para la mascota.

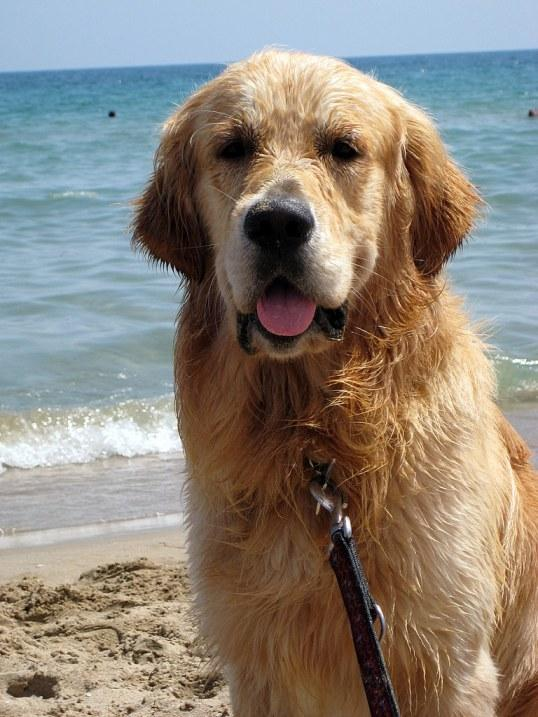
Golden Retriver con correa de cuero

Las correas de alta calidad para perros tienen un enganche de metal de buena calidad y pueden ser de cuero, nailon o incluso de cadena. El enganche debe sujetarse firmemente a un anillo de metal en el collar para mantener un buen control del perro. El material del que está hecha la correa no es de gran importancia siempre que no muestre evidencia de desgaste o deshilachamiento. Por lo tanto, se deben revisar periódicamente para garantizar que se mantienen en condiciones adecuadas.

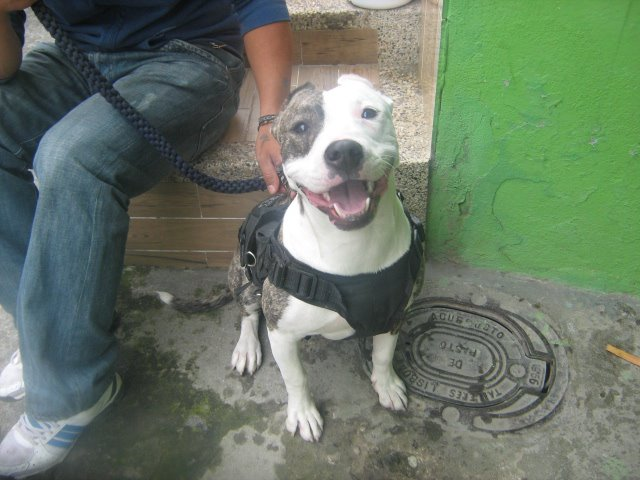
Pitbull con correa y arnés

Un aspecto importante de las correas para perros es su robustez. Aunque las correas de cuerda son bastante baratas, son sensibles a las mordeduras y la deshilachadura y no se encuentran entre los tipos más recomendados. Sin embargo, la correa de nailon se considera mejor ya que este material proporciona algo de elasticidad lo que redunda en una mayor comodidad para el perro. Por otro lado, las correas de nailon pueden causar rozaduras o llegar a cortar la piel del perro.
Las correas de cuero a menudo se prefieren sobre las de nailon debido a la resistencia del material y porque se vuelve más flexible con la edad y es más suave. Sin embargo, el cuero es más propenso a ser masticado por las mascotas en comparación con el nailon.

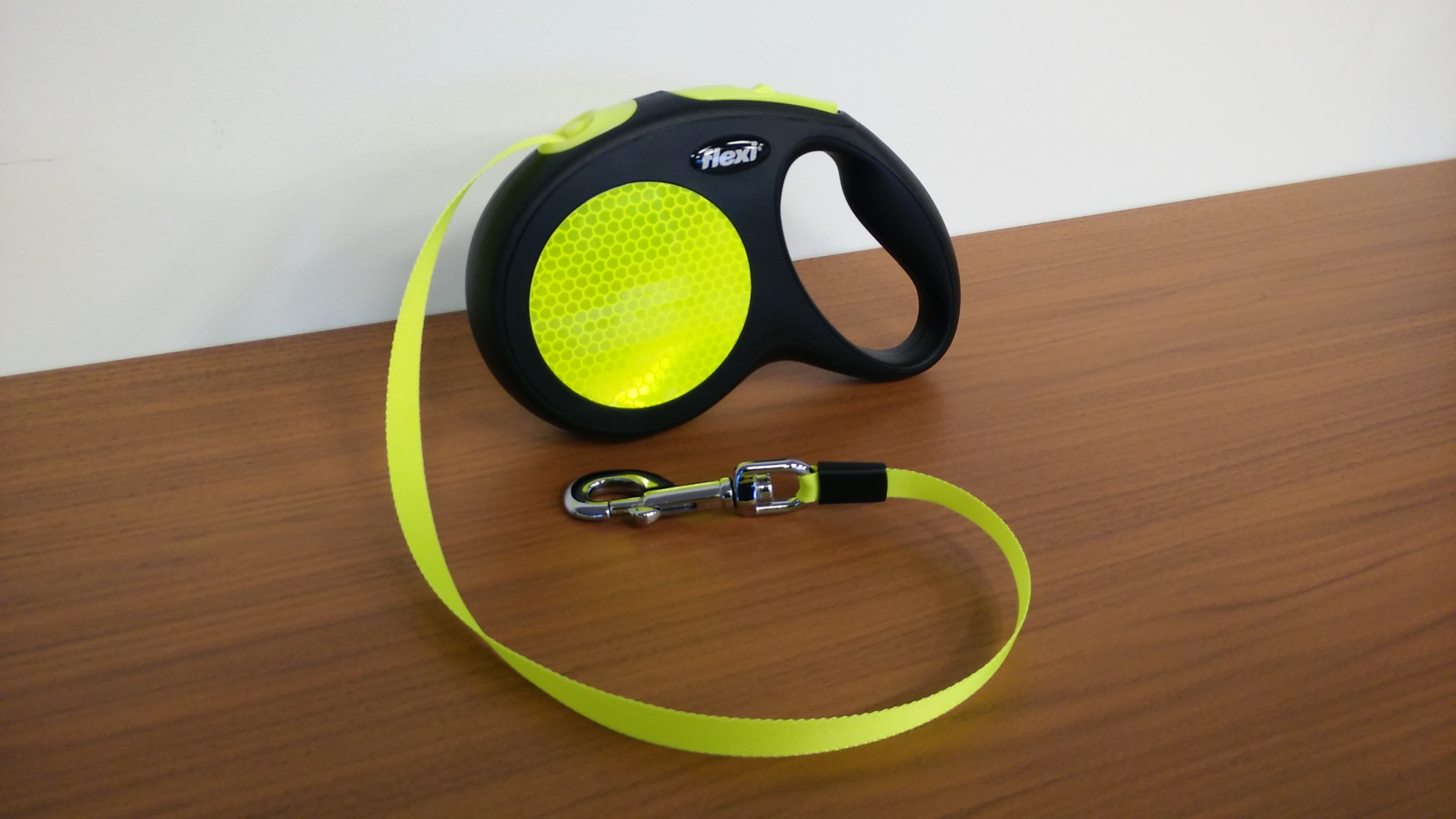
Correa extensible

La correa de perro extensible es una de las correas más cómodas para los perros, ya que les permite ir tan lejos como quieran siempre y cuando el propietario no lo considere un peligro. Las correas extensibles generalmente están hechas de nailon y el dispositivo retráctil está fabricado en plástico o un compuesto más resistente. Aunque estas correas pueden ser convenientes tanto para el perro como para el dueño ya que permiten cierto control, hacen que sea difícil mantener un perro agresivo bajo control lo que puede provocar el ataque a personas u otros perros.
Los perros agresivos no deben caminar con correa y los cachorros deben sujetarse estrechamente para garantizar su protección contra diversos peligros, como los automóviles. Los perros con tendencia a salir corriendo sin previo aviso deben caminar con precaución, ya que un cable retráctil puede permitir que el perro acelere a una velocidad significativa antes de detenerse repentinamente presentando la posibilidad de lesiones tanto para el perro como para el propietario.
También hay correas de perros para bicicletas, especialmente diseñadas para personas que disfrutan llevando a su mascota de paseo con la bicicleta. La correa es un tubo de aluminio con un cable recubierto de plástico que atraviesa el tubo. Este se extiende fuera del extremo del tubo un par de pies para facilitar el movimiento del perro. Un extremo se conecta a la bicicleta y el otro al collar del perro. Esto los mantiene protegidos de la bicicleta.
Algunas correas están hechas de materiales reflectantes y son adecuadas para pasear al perro por la noche. Son convenientes porque hacen que el perro y el dueño sean mucho más visibles al tráfico, reduciendo la probabilidad de accidentes.

## Correas para gatos

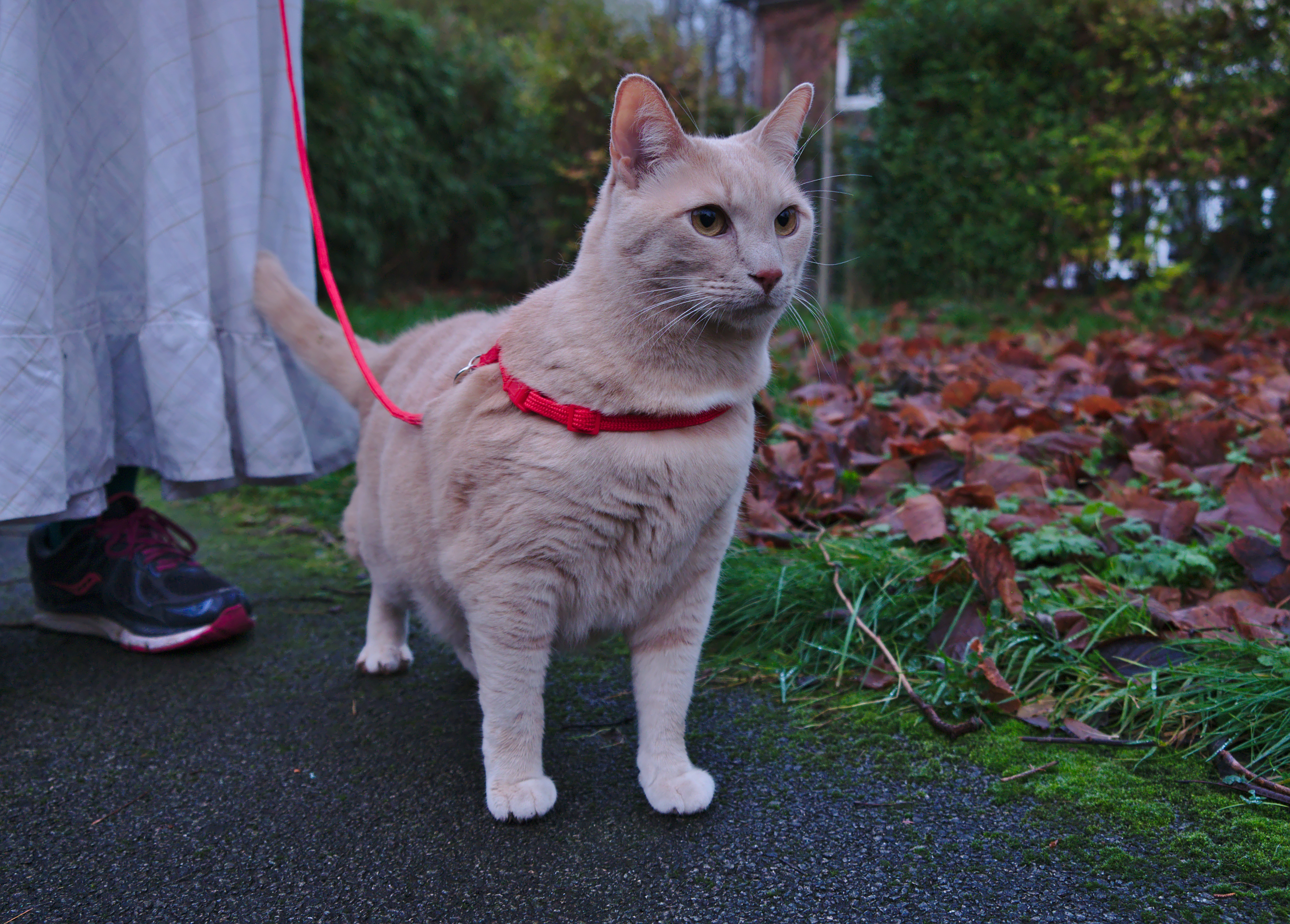
Gato con arnés y correa

Las correas para gatos se usan con el fin de evitar que el gato se pierda. A diferencia de los perros, los gatos rara vez atacan a personas en la calle, por lo que las correas para gatos son principalmente medidas de seguridad para proteger a la mascota. Muy a menudo, los collares se reemplazan con arneses, ya que evitan los peligros asociados a los collares como escaparse, huir o ahogarse. Las correas para gatos vienen en una variedad de colores, diseños y modelos y están hechas de diferentes materiales. Hay correas de gato de cuero, nailon y cuerda. Mientras que la correa de cuero es una de las mejores cualidades debido a las características del material, también es una de las más caras y a su vez, no muy cómodas para el gato. Las correas y arneses de gato de nailon son, sin embargo, más elásticas y por lo tanto más cómodas y también proporcionan más control.

## Otros animales

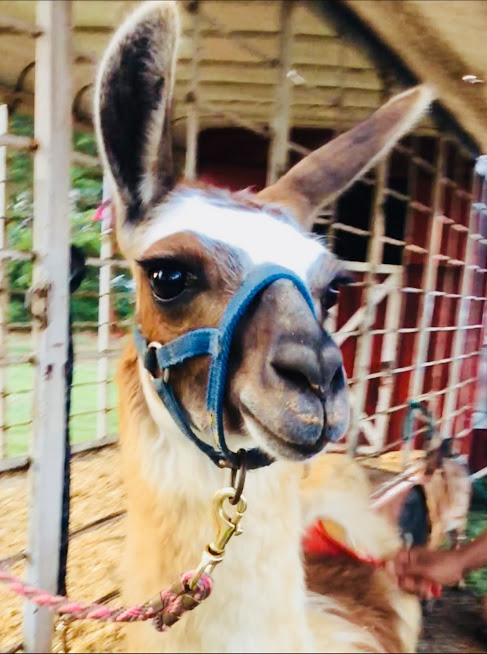
Llama atada a una barra con una correa

Las correas se utilizan también para manejar animales grandes como cabezas de ganado, camellos, llamas o caballos, para conducirlos a un área determinada o para atarlos a un elemento específico como el poste de una cerca o el tronco de un árbol, para mantenerlos quietos y que no huyan. Con frecuencia, las correas se utilizan para atar a dichos animales cuando requieren separación, examen o hacerles algún trabajo como revisión de la boca o acicalamiento.